# Hippuriphila modeeri
Hippuriphila modeeri är en skalbaggsart som först beskrevs av Carl von Linné 1761.  Hippuriphila modeeri ingår i släktet Hippuriphila, och familjen bladbaggar. Arten är reproducerande i Sverige.